# Dulce et decorum est

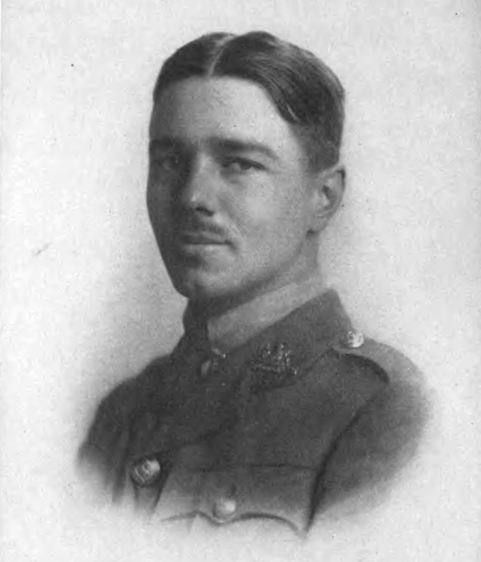
Ritratto di Wilfred Owen (1893 - 1918), autore del poema.

Dulce et decorum est (latino: "È dolce e dignitoso [morire per la patria]") è una poesia scritta dal poeta Wilfred Owen nel 1917, durante la prima Guerra mondiale, e pubblicata postuma nel 1920. Questa poesia è conosciuta per le orribili immagini e per la condanna della guerra. È stata abbozzata a Craiglockhart nella prima metà dell'ottobre 1917 e rivista più tardi, probabilmente a Scarborough o a Ripon, tra il gennaio e il marzo del 1918. I primi manoscritti sono datati 8 ottobre 1917 e indirizzati a sua madre, Susan Owen, col messaggio:

## Dedica
Attraverso la poesia, e in maniera accentuata in particolare nell'ultima strofa, c'è un rimando a una lettera di Jessie Pope, una civile che faceva propaganda per la Grande Guerra incoraggiando giovani ad arruolarsi.
La prima bozza della poesia, infatti, era indirizzata a Pope. In una revisione successiva il riferimento fu tolto, aggiungendo a certain Poetess ("Una certa poetessa"). Infine Owen decise di indirizzare la poesia a un pubblico più vasto.
Le parole dulce et decorum est sono citate nel romanzo A Place to Come To di Robert Penn Warren in relazione con l'interazione tra il protagonista e un ufficiale tedesco prigioniero della prima guerra mondiale.

## Titolo
Il titolo deriva dal verso Dulce et decorum est pro patria mori del terzo libro delle Odi del poeta latino Orazio, a sua volta ispirato dal poeta greco Tirteo, che viene definito "vecchia bugia" da Owen.
Dulce et decorum est pro patria mori:

mors et fugacem persequitur virum

nec parcit inbellis iuventae

poplitibus timidove tergo.
(Orazio, Odi, III.2.13)

## Il testo
Bent double, like old beggars under sacks,

Knock-kneed, coughing like hags, we cursed through sludge,

Till on the haunting flares we turned our backs

And towards our distant rest began to trudge.

Men marched asleep. Many had lost their boots

But limped on, blood-shod. All went lame; all blind;

Drunk with fatigue; deaf even to the hoots

Of tired, outstripped Five-Nines that dropped behind.

Gas! GAS! Quick, boys!—An ecstasy of fumbling,

Fitting the clumsy helmets just in time;

But someone still was yelling out and stumbling,

And flound'ring like a man in fire or lime…

Dim, through the misty panes and thick green light,

As under a green sea, I saw him drowning.

In all my dreams before my helpless sight,

He plunges at me, guttering, choking, drowning.

If in some smothering dreams you too could pace

Behind the wagon that we flung him in,

And watch the white eyes writhing in his face,

His hanging face, like a devil's sick of sin;

If you could hear, at every jolt, the blood

Come gargling from the froth-corrupted lungs,

Obscene as cancer, bitter as the cud

Of vile, incurable sores on innocent tongues,—

My friend, you would not tell with such high zest

To children ardent for some desperate glory,

The old Lie: Dulce et decorum est

Pro patria mori.
Piegati in due, come vecchi sotto dei sacchi,

Con le ginocchia che si toccano, tossendo come streghe, noi lanciavamo maledizioni nel fango,

Fino ai bagliori improvvisi [dove] ci voltavamo

e prendevamo a trascinarci verso il nostro accampamento.

Gli uomini marciavano addormentati. Molti avevano perso gli stivali

Ma tiravano avanti, ferrati di sangue. Tutti procedevano zoppi; tutti ciechi;

Ubriachi di fatica; sordi perfino al sibilo

delle stanche lontane Five-Nines che cadevano dietro.

Gas! GAS! Veloci, ragazzi!—Un brancolare frenetico

Mentre indossiamo i goffi elmetti appena in tempo;

Ma qualcuno stava ancora urlando e inciampando,

E dibattendo come un uomo nel fuoco o nella calce viva...

Pallidi, attraverso gli annebbiati riquadri [delle maschere] e la densa luce verde,

Come sotto ad un mare verde, io l'ho visto annegare.

In tutti i miei sogni, davanti al mio sguardo impotente,

Si tuffa verso di me, barcollando, soffocando, annegando.

Se, in alcuni sogni affannosi, tu potessi camminare

Dietro al vagone in cui noi lo gettammo

E osservare gli occhi contorcerglisi nel suo viso,

Il suo viso rimanere appeso, come un diavolo stanco di peccare;

Se tu potessi sentire, per ogni colpo, il sangue

uscire sgorgando dai polmoni rovinati dalla schiuma

Ripugnante come un cancro, amaro come il bolo

delle vili, incurabili piaghe su lingue innocenti,—

Amico mio, tu non racconteresti con un simile entusiasmo

ai bambini ardenti per un po' di gloria disperata,

l'antica Menzogna: Dulce et decorum est

Pro patria mori.

### Commento
La poesia può essere suddivisa in tre sezioni, ognuna corrispondente a una strofa:
- La prima strofa delinea l'ambientazione. Il poeta partecipa egli stesso all'azione, e ciò può essere facilmente intuito dall'uso della prima persona plurale. La scena è ambientata su un campo di battaglia particolarmente fangoso, fatto che non fa che aumentare la fatica dei soldati, i quali si stanno ritirando. Ognuno pensa a salvarsi: zoppi, feriti e addirittura ciechi, che pure potrebbero avere numerose difficoltà ad avanzare, spinti sicuramente dalla paura di morire, arrancano nel fango cercando di salvarsi assieme agli altri.
- La seconda sezione rappresenta il momento più drammatico dell'azione: i nemici decidono infatti di fare uso di letali gas per sfoltire le file nemiche. Alcuni fra i compagni del poeta avvisano gli altri del fatto, ma alcuni non riescono a indossare in tempo le maschere anti-gas, e il poeta descrive la morte di uno di costoro, paragonando la nebbia prodotta dei gas a un mare verde nel quale il malcapitato sembra affogare, senza possibilità di scampo. Eventi del genere erano molto comuni al tempo della Grande Guerra: le maschere anti-gas erano ancora molto rudimentali e difficili da indossare, e, anche quando ci si riusciva, spesso difetti di fabbricazione permettevano comunque al gas di penetrare la protezione. La scena è talmente drammatica che il poeta ammette che, anche ora che nella relativa tranquillità in cui può scrivere la poesia, si figura ancora l'immagine del soldato che si contorce.
- Infine, l'ultima sezione rappresenta un monito, velato da un'amara ironia, rivolto contro le autorità, gli intellettuali, i media, tutti coloro che in patria incitavano i giovani alla guerra, descrivendola come un evento glorioso ed epocale: se tutti costoro, dice Owen, potessero vedere ciò che egli ha veduto, quando invece invitano al conflitto restandosene tranquilli a casa, non direbbero "ai figli l'antica bugia: che è dolce e decoroso morire per la patria".

Il componimento presenta tutte le caratteristiche stilistiche tipiche della poetica di Owen: l'utilizzo di uno schema rimico irregolare, un linguaggio semplice e quotidiano e l'impiego di una sintassi piana ed estremamente scorrevole.